# Kadınlar Halk Fırkası
Die Kadınlar Halk Fırkası (dt. Frauen-Volkspartei, Women’s People Party) war eine Partei-Initiative in der Türkei. Die Partei wurde noch vor der Cumhuriyet Halk Partisi (Republikanische Volkspartei) gegründet unter der Führung von Nezihe Muhiddin.

## Gründung und Aktivitäten
Als 1923 die Republik ausgerufen wurde, entschied Nezihe Muhiddin mit dreizehn weiteren Frauen eine Frauen-Committee für Frauenrechte zu gründen. Die Partei forderte das Frauenwahlrecht, weil Frauen ihren Anteil zum Sieg über den griechischen Feind und andere Besatzer Anatoliens beigetragen hätten. Mustafa Kemal hatte jedoch geplant, den Namen „Volkspartei“ für seine eigene politische Partei zu verwenden, und war der Meinung, dass Frauen noch nicht bereit seien, sich aktiv an der Politik zu beteiligen.
Nach der nationalen Revolution beschleunigten die Frauen ihre Aktivitäten. Aufgrund der veränderten Situation im Osmanischen Reich gewannen sowohl ihre feministischen Ansichten, als auch ihre Handlungen eine politische Dimension, die sich gegenseitig verstärkte. Sie glaubten, dass sie den notwendigen Boden gewonnen hätten, um die Forderungen und Erkenntnisse einzufordern, die sie bis dahin noch nicht geäußert hatten. Die 'Erste Welle' war der richtige Zeitpunkt, um die Thesen des egalitären Feminismus zu verteidigen, weil man glaubte, dass die Republik nun als ein Regime kommen würde, welches den Forderungen des Suffragetten-Feminismus gerecht werden könne und dass dieser Zeitpunkt nun in der Gesellschaft erreicht sei.
An den Wahlgesetzen wurden im Parlament zwar Änderungen vorgenommen, aber Frauen erhielten weder das Recht abzustimmen, noch selbst gewählt zu werden. Im Gegensatz dazu wurde behauptet, dass Frauen noch nicht reif genug seien, um in das politische Leben einzutreten. Nezihe Muhiddin und die dreizehn Aktivistinnen waren jedoch entschlossen, ihr politischen Rechte zu ergreifen, und begannen die öffentliche Meinung durch Pressearbeit zu beeinflussen. Frauen beschlossen, sich zu organisieren, um ihre Rechte durchzusetzen und sich unter dem Frauenrat zu versammeln und eine Partei zu gründen.
Obwohl die Vorbereitungen im Haus von Nezihe Muhiddin stattfanden, wurde die erste Sitzung der Committee am 15. Juni 1923 in der Darülfünun-Konferenzhalle (Universität Istanbul) abgehalten. In der Sitzung wurde beschlossen, eine politische Partei mit dem Namen „Frauen-Volkspartei“ zu gründen. Der Termin der Parteigründung wurde in der Presse bekanntgegeben. Die von Nezihe Muhiddin geführte Partei schloss die Arbeiten ab und reichte noch vor der Cumhuriyet Halk Partisi den Antrag (Petition) auf Parteigründung ein.

## Ziele
Die wichtigsten Artikel im Parteiprogramm der KHF beinhalten folgende Ziele:
- Frauen werden sich in politischen, wirtschaftlichen und sozialen Fragen im Land beweisen, um politische Rechte zu erlangen.
- Sie werden daran arbeiten, an Kommunalwahlen teilnehmen zu können.
- Sie werden Frauen sowohl zu Hause als auch zu Hause sein, um zum Wirtschaftsleben beizutragen.
- Sie werden im privaten wie im Wirtschaftsleben sparsam und produktiv sein.
  - In diesem Sinne werden sie versuchen, den Gebrauch von Haushaltswaren zu fördern
  - die notwendigen Vorkehrungen für die Bildung von Frauen treffen
  - und Märtyrerfamilien und Kinder unterstützen.[4] Ein bemerkenswerter Artikel im Parteiprogramm ist die Forderung, dass Frauen im Kriegsfall Militärdienst leisten wollen.[5] Diese Forderung lässt sich auf die Erfahrung zurückführen, dass im Unabhängigkeitskrieg Frauen tapfer mitgekämpft hatten und daher nicht aufgrund ihrer “Natur” zurückstehen mussten und dass Frauen in allen Bereichen Beiträge für ihr Land leisten können.

Frauen setzten sich dafür ein, in allen Bereichen des Lebens mitzuarbeiten.
Acht Monate später lehnte das Gouverneursamt den Antrag ab und erteilte keine Genehmigung zur Gründung der Partei mit der Begründung, dass „nach dem Wahlgesetz von 1909 eine politische Vertretung von Frauen nicht möglich sei“. Der Grund, unter dem die Regierung dies nicht zuließ, war, dass das Programm der KHF die Rechte der Frauen in allen Aspekten umfasste, sie in einem weiten Bereich ansprach und die organisatorischen Fähigkeiten und die Entschlossenheit der Frauen, die dieses Programm umsetzen würden. Als Reaktion darauf wandelte sich die Frauenvolkspartei in eine Vereinigung um, die Türk Kadınlar Birliği (Türkische Frauenunion).

## Mitglieder
- Nimet Remide (Vizepräsidentin)
- Şüküfe Nihal (Generalsekretärin)
- Latife Bekir (Sprecherin)